# 火山披薩
火山披薩（英語：Volcano Pizza）是一種在中心設計宛若火山口般的3D立體造型，並於中間放置特色醬料，呈現如熔岩爆發造型的創意披薩。

## 爭議
2025年6月23日，台灣必勝客推出「火山熔岩披薩」。
2025年6月24日，台灣達美樂達美樂發表聲明稱，「火山披薩」是由達美樂日本與台灣達美樂共同開發、於2024年1月同步全球首發的產品，並揚言採取法律行動，維護火山披薩原創權。